# Mikhàtkino
Mikhàtkino (en rus: Михаткино) és un poble de la República de Marí El, a Rússia, que en el cens del 2010 tenia 167 habitants. Pertany al districte rural de Kozmodemiansk.